# 클라이젠 축합
클라이젠 축합은 강염기의 존재 하에 두 에스터 또는 하나의 에스터와 다른 카보닐 화합물 사이에서 발생하는 탄소-탄소 결합 형성 반응이다. 반응은 β-케토에스터 또는 β-다이케톤을 생성한다. 이것은 1887년에 반응에 관한 연구를 처음으로 발표한 Rainer Ludwig Claisen의 이름을 따서 명명되었다.